# تشوتشو
تشوتشو (بالصينية: 涿州) هي مدينة من مدن الصين. يبلغ عدد سكانها 628,000 نسمة حسب إحصائيات سنة 2008. يبلغ ارتفاع المدينة عن سطح البحر قرابة 37 متر. تبلغ مساحتها 742 كم².

## أعلام
- ليو باي
- جانغ فاي